# Acrogonia flaveoloides
Acrogonia flaveoloides är en insektsart som beskrevs av Young 1968. Acrogonia flaveoloides ingår i släktet Acrogonia och familjen dvärgstritar. Inga underarter finns listade i Catalogue of Life.